# Wspólnota administracyjna Hettstadt
Wspólnota administracyjna Hettstadt – wspólnota administracyjna (niem. Verwaltungsgemeinschaft) w Niemczech, w kraju związkowym Bawaria, w rejencji Dolna Frankonia, w regionie Würzburg, w powiecie Würzburg. Siedziba wspólnoty znajduje się w miejscowości Hettstadt. Przewodniczącym jej jest Eberhard Götz.
Wspólnota administracyjna zrzesza dwie gminy wiejskie (Gemeinde): 
- Greußenheim, 1 591 mieszkańców, 17,67 km²
- Hettstadt, 3 655 mieszkańców, 13,92 km²